# Hans Jonas
Hans Jonas va néixer a Mönchengladbach el 10 de maig de 1903. Va estudiar filosofia i teologia a Friburg, Berlín i Heidelberg i finalment es va doctorar a Marburg, on va estudiar tenint com a professors Martin Heidegger i Rudolf Bultmann. Aquí va conèixer a Hannah Arendt que també s'estava doctorant, començant una amistat que duraria la resta de les seves vides.
El 1933, Heidegger es va unir al Partit Nazi, alguna cosa que Jonas es va prendre personalment perquè Jonas era d'origen jueu i sionista. El fet que el gran filòsof cometés tal acte polític va fer dubtar a Jonas del valor de la filosofia.
Va deixar Alemanya i va marxar a Anglaterra aquest mateix any, i des d'aquí va viatjar a Palestina el 1934. Aquí va conèixer a Lore Weiner, amb qui es va comprometre. El 1940 va tornar a Europa per unir-se a l'Exèrcit Britànic, que havia format una brigada especial per a jueus alemanys que volien lluitar contra Hitler. Va ser enviat a Itàlia, i cap al final de la guerra a Alemanya. Així va complir la seva promesa de tornar només com un soldat d'un exèrcit victoriós. Durant la guerra va escriure nombroses cartes, tant filosòfiques com amoroses a Lore, amb qui es casaria el 1943.
Immediatament després de la guerra va tornar a Mönchengladbach per buscar la seva mare, però va descobrir que havia estat enviada a les cambres de gas d'Auschwitz. Sabent això, va rebutjar la idea de viure una altra vegada a Alemanya. Va tornar a Palestina i va prendre part en la Guerra àrab-israeliana de 1948. No obstant això, va sentir que el seu destí no era ser un sionista, sinó ensenyar filosofia. Jonas va donar classes a la Universitat Hebrea de Jerusalem breument abans de traslladar-se a Amèrica del Nord. El 1950 va marxar al Canadà, ensenyant a la Universitat de Carleton i des d'aquí es va traslladar a Nova York el 1955 on va viure la resta dels seus dies. Va treballar per a la Nova Escola d'Investigacions Socials entre el 1955 i el 1976 i va morir el 5 de febrer de 1993 amb vuitanta-nou anys.

## El pensament filosòfic
El treball d'aquest pensador se centra en els problemes ètics i socials creats per la tecnologia. Jonas insisteix que la supervivència humana depèn dels nostres esforços per cuidar el nostre planeta i el seu futur. Va formular un nou i característic principi suprem moral: "Actua de forma que els efectes del teu acte siguin compatibles amb la permanència d'una vida humana genuïna".
Mentre que s'ha atribuït a "L'imperatiu de la responsabilitat" catalitzar el moviment ambiental a Alemanya, la seva obra El fenomen de la vida (1966) forma el suport d'una escola de bioètica als Estats Units. Leon Kass s'ha referit al treball de Jonas com una de les seves principals inspiracions. Profundament influenciat per Heidegger, "El fenomen de la vida" intenta sintetitzar la filosofia de la matèria amb la filosofia de la ment, produint un ric enteniment de la biologia, que finalment busca una naturalesa humana material i moral.
La biologia filosòfica de Hans Jonas ha intentat oferir una concepció unitària de l'home reconciliada amb la ciència biològica contemporània.

## Llibres
- Hans Jonas: Gnosis und spätantiker Geist (1-2, 1934-1954)
- Hans Jonas: The Phenomenon of Life: Toward a Philosophical Biology (1966)
- Hans Jonas: The Imperative of Responsibility: In Search of Ethics for the Technological Age (1979) ISBN 0-226-40597-4
- Hans Jonas: The Phenomenon of Life: Toward a Philosophical Biology (Studies in Phenomenology and Existential Philosophy) (1979) ISBN 0-8101-1749-5
- Hans Jonas: The Gnostic Religion: The Message of the Alien God & the Beginnings of Christianity (1979) ISBN 0-8070-5801-7
- Hans Jonas: Technik, Medizin und Ethik - Zur Praxis des Prinzips Verantwortung - Frankfurt a.M. : Suhrkamp, 1985 - ISBN 3-518-38014-1